# Sandshrew
Sandshrew (Japans: サンド/Sand) is een soort Pokémon geintroduceerd in de eerste generatie van de Pokémonspellen, en komt dus uit de Kanto regio. Sandshrew zijn vrij klein, hebben een gele huid en schubben met een baksteen-vormig patroon, en een beigekleurige buik en snuit. Tevens zijn Sandshrew van het type Grond en hebben ze een tamelijk kleine voetafdruk. Sandshrew is waarschijnlijk gebaseerd op een schubdierachtigen, maar heeft ook weg van de spitsmuis en gordeldieren.
Een Sandshrew verdedigt zichzelf tegen aanvallers door zich op te rollen tot een bal, waardoor alleen de schubben zichtbaar zijn. Sandshrews doen dit om hun zwakke plek, hun buik te beschermen. De schubben vormen een harde laag, met het gevolg dat een opgerolde Sandshrew moeilijk beschadigd kan worden. De soort leeft in regio's met weinig regenval. Sandshrew evolueert vanaf level 22 naar Sandslash.

## Regionale vorm
Met de uitgave van Pokémon Sun en Moon, werd Alolan Sandshrew geïntroduceerd. In tegenstelling tot een Sandshrew uit Kanto, is Alolan Sandshrew een IJs en Staal-type. Deze versie van Sandshrew leeft in koude gebieden. De Alolan Sandshrew evolueert naar Alolan Sandslash als deze in aanraking met een IJssteen komt.

## Ruilkaartenspel
Er bestaan zestien standaard Sandshrew-kaarten, waarvan twee enkel in Japan zijn uitgebracht. Verder bestaan er nog twee Brock's Sandshrew-kaarten, en drie Alolan Sandshrew-kaarten. Alle standaard Sandshrew-kaarten hebben het type Vecht als element. Van Alolan Sandshrew zijn twee van de kaarten Water, een is Staal.